# Stad i ljus
"Stad i ljus" (tradução portuguesa: "Cidade de luz") foi o título da canção escolhida para representar a Suécia no Festival Eurovisão da Canção 1988, interpretada em sueco por Tommy Körberg. Foi a segunda canção a ser interpretada na noite daquele evento, a seguir à canção islandesa "Þú og þeir (Sókrates)", interpretada pela banda Beathoven e antes da canção finlandesa "Nauravat silmät muistetaan", interpretada pela banda Boulevard. Terminou em 12.º lugar e recebeu um total de 52 pontos.

## Autores
- Letrista: Py Bäckman
- Compositor: Py Bäckman
- Orquestrador: Anders Berglund

## Letra
A canção é uma balada com Tommy Körberg dizendo que a cidade de luz, num país sem nome dá-lhe vida, onde tudo renasce novamente, ou seja a luz é fundamental para o bem estar da humanidade.

## Top sueco de vendas
Stad i ljus foi lançado como single em 1988 e atingiu o n.º 8 do top de singles.

## Versões
Tommy Körnberg lançou além da versão em sueco uma versão em língua inglesa, intitulada "Unchained light".

## Curiosidades
Inicialmente, esta canção estava destinada para o cantor Jan Malmsjö, mas este declinou o convite para a cantar e então Tommy Körberg foi o escolhido para a cantar.